# 池田成男
池田 成男（いけだ しげお、1944年 - ）は、日本のツィター演奏家。神戸音楽家協会会員、楽友会会員、日本オーストリア協会会員。

## 人物
兵庫県西宮市生まれ。幼い頃はピアノを学び、高校時代より声楽を学んだ。大学は立命館大学理工学部へ進学。卒業後、楽器ツィターと出会い、演奏家としての道を選んだ。
1981年、ツィターの本格的な修行のためヨーロッパへ渡る。ドイツ、オーストリアではルーディ・クナーブル、アントーン・カラス、ペーター・ズイトナーら多くのマスターとの出会いを通じ、世界でも数少ないツィター演奏家としての実力を磨いた。
帰国後、神戸フィルハーモニックのニューイヤーコンサートでは「ウィーンの森の物語」、「第三の男」等のソロを披露。また、クリスマスコンサート、ウィーンの夕べ、パレロイヤル、ドイツフェスティバル、オーストリアフェスティバルの他、オーストリア大使出席の晩餐会、三笠宮出席の晩餐会などに出演するなど活動する。